# Visor réflex

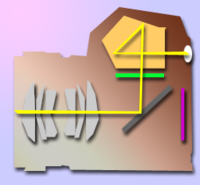
Càmera de fotos amb l'obturador tancat

El visor réflex és aquell que permet al fotógraf retratar a través de l'objectiu de la càmera fotogràfica, de manera que el que està veient és exactament el que serà captat en la fotografia evitant l'error de paral·làxi que es dona en les càmeres amb visors òptics tradicionals.
Per a possibilitar això la càmera disposa d'un mirall plegable, darrera de l'obturador, finament ajustat a 45°; de manera que la llum entra per l'objectiu es reflecteix en el mirall, cap a dalt, on un pentaprisma la conduei cap al visor que inverteix la imatge per a que es vegi correctament.
L'inconvenient d'aquest tipus de visors és que durant la presa d'imatge (mentre l'obturador està obert) el mirall principal es doblega per deixar pas a la llum cap a l'element fotosensible de la càmera (pel·lícula fototogràfica o sensor de la imatge).